# 정지용
정지용(鄭芝溶, 1902년 6월 20일 (음력 5월 15일) ~ 1950년)은 대한민국의 대표적 서정시인이다. 아명은 지용(池龍)이다. 대한민국에서는 납북 여부와 사인이 모호하여 한때 이름이 '정X용'으로 표기되고 그의 시가 금기시 되었으나, 1988년 해금되어 국어 교과서에도 그의 시 향수가 수록되었다.

## 생애
옥천군 옥천면 하계리 40번지에서 한의사인 정태국과 정미하 사이에서 맏아들로 태어났다. 송재숙(宋在淑, 1902~1971)과 결혼했으며, 옥천공립보통학교를 마치고 휘문고등보통학교에 입학해서 박종화·홍사용·정백 등과 사귀었고, 박팔양 등과 동인지 〈요람〉을 펴내기도 했으며, 신석우 등과 문우회(文友會) 활동에 참가하여 이병기·이일·이윤주 등의 지도를 받았다. 1919년 3·1 운동이 일어나자 이선근과 함께 '학교를 잘 만드는 운동'으로 반일(半日)수업제를 요구하는 학생대회를 열었고, 이로 인해 무기정학 처분을 받았다가 박종화·홍사용 등의 구명운동으로 풀려났다.

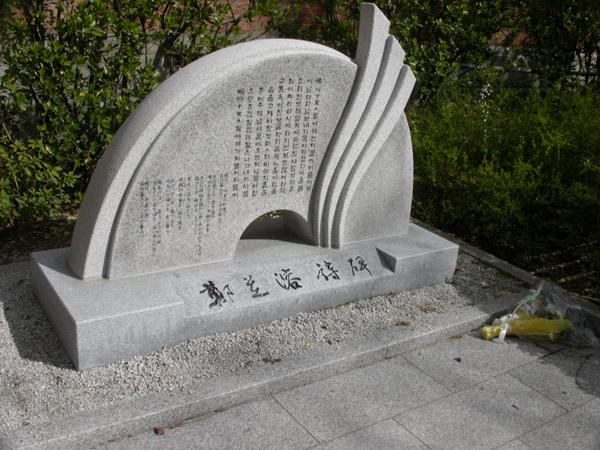
도시샤 대학의 정지용 시비

1923년 4월 교토에 있는 도시샤대학 영문과에 입학했으며, 유학시절인 1926년 6월 유학생 잡지인 〈학조 學潮〉에 시 〈카페 프란스〉 등을 발표했다. 1928년 로마 가톨릭에 입교하여 '방지거(方濟各, 프란치스코)'라는 세례명을 받았다. 1929년 졸업과 함께 귀국하여 이후 8·15 해방 때까지 휘문고등보통학교에서 영어교사로 재직했고, 독립운동가 김도태, 평론가 이헌구, 시조시인 이병기 등과 사귀었다. 1930년 김영랑과 박용철이 창간한 〈시문학〉의 동인으로 참가했으며, 1933년 〈가톨릭 청년〉 편집고문으로 있으면서 이상(李箱)의 시를 세상에 알렸다. 같은 해 모더니즘 운동의 산실이었던 구인회(九人會)에 가담하여 문학 공개강좌 개최와 기관지 〈시와 소설〉 간행에 참여했다.
1939년에는 〈문장〉의 시 추천위원으로 있으면서 박목월·조지훈·박두진 등의 청록파 시인을 등단시켰다. 1945년 해방이 되자 이화여자대학교로 옮겨 교수 및 문과과장이 되었고, 1946년에는 조선문학가동맹의 중앙집행위원 및 가톨릭계 신문인 〈경향신문〉 주간이 되어 고정란인 '여적'(餘適)과 사설을 맡아보았다. 1948년 대한민국 정부수립 후에는 조선문학가동맹에 가입했던 이유로 보도연맹에 가입하여 전향 강연에 종사했다.
1950년 한국 전쟁이 터지고 피난길에 오르지 못한 채 서울에 남아있게 된다. 그리고 인천 상륙 작전이 끝나고 대한민국 국군이 수복한 서울에서 그의 모습은 찾을 수 없었다. 오랫동안 그는 납북되어 조선민주주의인민공화국에서 사망한 것으로 추정되어 왔으며, 정지용 사이버 문학관에는 계광순의 증언을 바탕으로 '6ㆍ25전쟁이 일어나자 정치보위부로 끌려가 구금됨. 정인택, 김기림, 박영희 등과 서대문형무소에 수용되었다가 평양 감옥으로 이감. 이광수, 계광순 등 33인이 함께 수용되었다가 그 후 폭사당한 것으로 추정'이라고 기술하고 있다. 그러나 전쟁 당시 월북하였다가 2001년 남한을 방문한 정지용의 셋째 아들은 북조선에서의 아버지의 행적을 전혀 알지 못하였고, 2003년 문학평론가 박태상은 그가 납북되던 중 1950년 9월 25일 미군의 동두천 폭격에 휘말려 소요산에서 폭사하였다는 내용의 자료를 공개하여 정지용이 실제 납북되어 북조선에서 활동하였는가에 의문이 제기되기도 하였다. 단, 박태상이 공개한 자료는 북조선 언론 자료에 기초한 것이어서 남한에서는 신빙성을 크게 인정받지 못하였고, 현재까지 정지용의 정확한 사망 일자나 원인에 대해서는 확실한 사실이 확인되지 않고 있다.

## 이력
- 1902년 (0세) 6월 20일(음력 5월 15일) 옥천군옥천면수북리238번지일원 정태국과 정미하의 장남으로 태어남.
- 1909년 옥천군옥천면하계리 40번지로 이주해서 정착생활
- 1910년 (8세) 옥천공립보통학교(현재 죽향초등학교)에 들어감.
- 1913년 (11세) 동갑인 송재숙과 결혼
- 1914년 (12세) 옥천공립보통학교를 졸업함.
- 1918년 (16세) 휘문고등보통학교에 입학함. 학교성적은 우수하고 집안이 어려워서 교비생(校費生)으로 학교를 다녔음.
- 1922년 (20세) 휘문고등보통학교를 졸업함.마포 하류 현석리에서 첫 시작품인 〈풍랑몽〉을 씀.
- 1923년 (21세) 일본 교토시의 도시샤 대학 영문과에 입학함.
- 1924년 (22세) 시 〈석류〉· 〈민요풍 시편〉을 씀.
- 1925년 (23세) 〈새빨간 기관차〉· 〈바다〉등을 씀.
- 1926년 (24세) 《학조》 창간호에 〈카페 프란스〉등 9편의 시, 《신민》· 《문에시대》에 〈Dahlia〉· 〈홍춘〉 등 3편의 시를 발표하며 문단활동을 시작.
- 1927년 (25세) 〈뻣나무 열매〉· 〈갈매기〉 등 7편의 시를 교토와 옥천을 오가며 씀. 《신민》· 《문에시대》· 《조선지광》· 《청소년》 · 《학조》 지에 〈갑판우〉· 〈향수〉등 30여편의 시를 발표함.
- 1928년 (26세) 장남 정구관 출생(음력 2월). 《동지사문학》 3호에 일어시 〈馬1· 2〉를 발표함.
- 1929년 (27세) 도시샤대학 영문학과를 졸업하고 귀국함. 12월에 시 〈유리창〉을 씀.
- 1950년 (48세) 한국전쟁이 일어나자 정치보위부로 끌려가 구금됨. 정인택, 김기림. 박영희 등과 서대문형무소에 수용되었다가 평양 감옥으로 이관되는 도중 또는 이관된 후 사망한 것으로 추정되나 정확한 사인은 밝혀지지 않음.

## 작품 경향
시인 정지용은 초기엔 모더니즘과 종교적(로마 가톨릭) 경향의 시를 주로 발표하였다. 그러나 이보다는 널리 알려진 작품 <향수>에서 보이듯이 초기엔 서정적이고 한국의 토속적인 이미지즘의 시를 발표함으로써 그만의 시 세계를 평가 받고 있으며 전통지향적 자연시 혹은 산수시라 일컫는다.

## 작품
- 〈향수〉(鄕愁)
- 〈유리창〉
- 〈바다9〉
- 〈비〉
- 〈장수산〉(長壽山)
- 소설 〈삼인〉(三人)
- <춘설>
- <고향>
- <호수>

## 기타
그의 대표 작품 중 향수는 1989년에 통기타 가수인 이동원과 박인수 서울대학교 교수가 듀엣으로 곡을 붙여 불렀으며, 이 노래는 앨범 "그곳이 차마 꿈엔들 잊힐리야"에 실렸다.
강원룡은 훗날 회고에서 그가 김구의 지지자라고 했다. 동시에 그가 여운형의 지지자이기도 했다고 한다.
한편 그의 시 <향수>는 미국의 요절한 천재시인 트럼블 스티크니(Trumbull Stickney,1874-1904)의 시 '므네모시네(Mnemosyne)'를 표절 혹은 번안한 것이아닌가라는 논란이 있다.

## 같이 보기
- 가톨릭 청년보
- 경향신문
- 김동인
- 김소월
- 이육사
- 정지용 문학상
- 향수
- 김유정

## 기타
1933년 6월 10일 천주교 서울교구에서 원 라리보 주교와 주간 윤형중(尹亨重) 신부를 중심으로 잡지 가톨릭 청년보를 발간하자, 장발(張勃)·이동구(李東九)·장면(張勉) 등과 함께 편찬위원으로 활약하였다.